# Chandrika Kumaratunga
Chandrika Bandaranaike Kumaratunga (Colombo, 29 de junho de 1945) é uma política cingalesa. Foi presidente de seu país entre 1994 e 2005, e primeira-ministra entre 19 de agosto e 14 de novembro de 1994.
Filha de Sirimavo Bandaranaike e de S. W. R. D. Bandaranaike, ex-primeiro-ministro assassinado em 1959. Foi eleita como primeira-ministra de Sri Lanka em 19 de agosto de 1994 e ganhou as eleições presidenciais em novembro do mesmo ano.